# Лехі

Серія марок, випущена до «Виставки повстання» в грудні 1958-го року, з портретами членів організацій НІЛІ, ЕЦеЛь і ЛеХІ, страчених турецькими і британськими властями. Внизу зліва — емблема ЛеХІ: рука на підставі з кам'яної стіни з гаслом «Якщо я забуду тебе, Єрусалим, хай відсохне моя права рука» і написом «Бійці за свободу Ізраїлю».

Ле́ХІ (івр. לח"י, абр. від івр. לוחמי חרות ישראל, Лохамей Херут Ісраель, «Борці за незалежність Ізраїлю») — єврейська бойова, підпільна організація, яка діяла проти британського мандату в Палестині з 1940, також проводила вбивства та атентати після створення держави Ізраїль в 1948 році. Ця організація була заснована вихідцями з організації Ірґун, які не погодилися з політикою припинення боротьби проти Великої Британії на час Другої світової війни. Першим керівником ЛеХІ був Авраам Штерн. Після вбивства Штерна 12 лютого 1942 року керівниками ЛеХІ стали Іцхак Шамір, Ісраель Ельдад і Натан Ялін-мор.
Бойовики «ЛеХІ», зокрема, здійснили замахи на верховного комісара Палестини Мак-Майкла, вбили британського міністра у справах Близького Сходу лорда Мойна і представника ООН з врегулювання арабо-ізраїльського конфлікту лорда Фольке Бернадота. У 1944 ЛеХІ серйозно зважувала можливість замаху на прем'єра Великої Британії Вінстона Черчилля. Члени Лохамей херут Ісраель здійснювали збройні напади і акти саботажу проти військових і урядових британських об'єктів і проти британських вояків і поліцейських, надсилали поштою бомби британським державним діячам. Підпільна радіостанція ЛеХІ вела пропагандистські передачі, члени організації поширювали агітаційні плакати і листівки, а також періодичні видання «Га-хазіт» (החזית, «Фронт») і «Га-ма'ас» (המעשׂ, «Дія»).
Угруповання ЛеХІ в 1948 році влилося в Армію оборони Ізраїлю. Керівник організації Н. Ялін-Мор пройшов до першого складу Кнесету. Іцхак Шамір в 1970-80 зробив політичну кар'єру і в 1983—84 та 1986—92 був прем'єр міністром Ізраїлю.

## Виноски
1. ↑  Еврейские экстремисты пытались убить Уинстона Черчилля. Архів оригіналу за 15 березня 2012. Процитовано 4 квітня 2011.